# Куйтун (Бурятія)
Куйтун (рос. Куйтун) — село Тарбагатайського району, Бурятії Росії. Входить до складу Сільського поселення Куйтунське.
Населення — 767 осіб (2015 рік).